# Noël Tenaud
Noël Alexandre Élie Tenaud, né le 11 novembre 1904 à Rocheservière, dans le diocèse de Luçon en Vendée et mort assassiné le 27 avril 1961 au Laos, est un missionnaire catholique français, reconnu martyr par l'Église en 2015 et bienheureux en 2016. Il est béatifié le 11 décembre 2016 avec seize martyrs du Laos, dont dix Français. Il est fêté le 27 avril.

## Biographie
Noël Tenaud naît dans une terre, la Vendée, encore fortement marquée par les persécutions subies contre la paysannerie catholique pendant les guerres de Vendée et orchestrées par le Comité de salut public. De plus les mesures anticléricales de la Troisième République font écho à cette époque. Il pouvait être alors normal que les jeunes garçons se posent la question de la vocation et beaucoup de jeunes Vendéens deviennent non seulement prêtres, mais aussi missionnaires. Le jeune Noël Tenaud poursuit donc ses études au petit séminaire de Chavagnes-en-Paillers. De 1924 à 1928, Noël Tenaud étudie au grand séminaire diocésain, puis entre à celui de la Société des missions étrangères de Paris. Il est ordonné prêtre le 29 juin 1931, et envoyé à la mission du Laos, dont la partie principale est alors au Siam (aujourd'hui Thaïlande). Il étudie d'abord la langue lao, puis de 1932 à 1934 il est au poste de Tharae où il se familiarise avec la culture lao. Il est ensuite curé à Kham Koem où la communauté chrétienne est importante et où il laisse un souvenir vivant après six années de présence. Il y fait la connaissance du jeune Joseph Outhay qui sera son catéchiste le plus proche. Celui-ci se marie et devient veuf à l'âge de vingt ans. Il est le bras droit du Père Tenaud.
La guerre franco-thaïlandaise (1939-1940) et la persécution contre les convertis catholiques (les martyrs laotiens de Songkhong) l’amènent au Laos proprement dit, de l'autre côté du Mékong, pour trouver protection auprès de la France, après que toutes les missions siamoises furent sauvagement détruites. En effet, le Laos fait alors partie de l'Indochine française, mais la région est coupée de la métropole par la Seconde Guerre mondiale. Le Laos est très faiblement christianisé, contrairement aux trois régions vietnamiennes de l'Indochine (Tonkin, Annam et Cochinchine). Il est nommé curé de Nam Tok de 1940 à 1943. En 1943-1944, Noël Tenaud, qui n'avait pas trouvé de véritable poste, passe une année d'enseignement au collège de la Providence de Hué dans la province annamite. À partir de 1944, il est enfin curé de Pong Kiou (province de Khammouane) et rayonne dans toute la zone. Ce baroudeur est énergique et fort robuste avec une énorme barbe noire. 
Son action, notamment au cours de l'occupation japonaise, puis après le coup de force du 9 mars 1945 où des fonctionnaires et des missionnaires français sont fusillés, comme Mgr Gouin, le Père Fraix ou le Père Jean Thibaud, suscite l'admiration. Il fait sauter les ponts alentour pour empêcher les troupes japonaises de progresser. Après que le Japon est défait et que la révolte communiste se répand comme une traînée de poudre, soutenant les indépendances, mais massacrant aussi les civils, il commande ses Laotiens et ses Sôs en milices d'autodéfense et, au moment de la bataille de Thakhek, il y entre avec les troupes françaises en mars 1946 et il est décoré de la Légion d'Honneur et de la croix de guerre avec palmes, et décoré plus tard par les autorités laotiennes de l'Ordre du Million d'Éléphants. Son attitude face à la mainmise des troupes communistes marque profondément les chrétiens de la minorité Sô. Il accepte aussi, dans les situations difficiles, des responsabilités de plus en plus lourdes dans l’organisation de la mission. Cette situation résonne chez ce Vendéen comme à l'époque de Cathelineau où les catholiques étaient persécutés par une idéologie athée. 
Mais il ne réalise pas que le vent est en train de tourner, que l'alliance victorieuse et ponctuelle des États-Unis et de l'URSS contre l'Allemagne et le Japon met fin aux Empires coloniaux européens et qu'ensuite l'affrontement du monde communiste (avec la Chine et le Việt Minh) et des États-Unis va durer des décennies. Il a cependant l'intuition d'un changement historique, puisqu'il demande sa mise à la retraite des forces françaises après le 21 mars 1946 et les exactions vengeresses qui sont commises contre les Vietnamiens par les Laotiens, l'encadrement français laissant faire. Il prend un long congé en France, jusqu'en décembre 1948. De 1948 à 1951, il est vicaire délégué pour le Laos et lorsque la préfecture apostolique de Thakheh est érigée en 1950, il en est le pro-préfet jusqu'en 1958.
En 1953, le royaume du Laos accède à l'indépendance. En décembre 1953, le Père Tenaud manque d'être tué à une trentaine de kilomètres de Thakheh par une tentative d'acte terroriste. Un mois et demi plus tard en février 1954, le préfet apostolique, trois missionnaires français et la supérieure française des Sœurs de la Charité de Besançon sont arrêtés par une milice du Việt Minh et déportés à pied dans un camp de concentration du Viêt Nam, à plus de 1 200 kilomètres. Le bienheureux Jean-Baptiste Malo trouve la mort en chemin. Le Père Tenaud, curé de Pong Kiou en pays Sô, dirige donc par intérim les missionnaires restants des Missions étrangères de Paris et devient procureur de toute la mission. De juin 1958 à juillet 1959, il prend un congé en France. 
En 1959, le Père Tenaud quitte sa région pour l'arrière-pays de Savannakhet où les ethnies minoritaires ne sont pas christianisées. Il est basé à Tchépone (ou Xépone), près de la frontière du Viêt Nam. Avec son fidèle catéchiste Joseph Outhay, il rayonne dans les villages tout au long de la route no 9 qui monte de Savannakhet.
En avril 1961, les deux apôtres partent en tournée. On les avertit qu’une attaque Việt Minh est en préparation ; mais rien ne doit arrêter la Parole de Dieu. Le chemin du retour est coupé : ils sont pris au piège, arrêtés, interrogés et exécutés le 27 avril 1961 à Phalane pour leur action missionnaire. Chez tous ceux qui l'ont connu, le souvenir du Père Tenaud, de son œuvre missionnaire et du don suprême de sa vie, est resté très vivant, et au Laos tant son action spirituelle et de dispense de soins, que son action de défense des villageois chrétiens suscitent l'admiration. Comme le souligne l'historien Roland Jacques de l'université d'Ottawa, au Laos « l'annonce de Jésus-Christ s'est faite au milieu d'engagements bien concrets dans des réalités très terre à terre, faites de chair et de sang (…) y a-t-il dans la vaste chrétienté une seule Église qui soit née de pures visées spirituelles sans mélange ? »

## Béatification
La cérémonie de béatification ainsi que celle de son catéchiste Joseph a eu lieu le 11 décembre 2016 en la cathédrale du Sacré-Cœur de Vientiane avec seize autres martyrs (dont neuf autres missionnaires français, parmi lesquels Marcel Denis, René Dubroux, Lucien Galan et Jean-Baptiste Malo des missions étrangères de Paris). Elle s'est tenue en présence du cardinal Quevedo, délégué pontifical, des familles des martyrs et de six mille fidèles avec tout le clergé du Laos ; il n'y avait que cette messe ce dimanche-là dans tout le pays. Sa fête est fixée au 27 avril d’après le Martyrologe romain.